# Galbulimima belgraveana
Galbulimima belgraveana (F.Muell.) Sprague è una pianta angiosperma dell'ordine Magnoliales. È l'unica specie nota del genere Galbulimima F.M.Bailey e della famiglia Himantandraceae Diels.

## Distribuzione e habitat
La specie è diffusa in Nuova Guinea, Australia orientale (Queensland), Isole Solomon e Arcipelago di Bismarck.